# Camotes hav

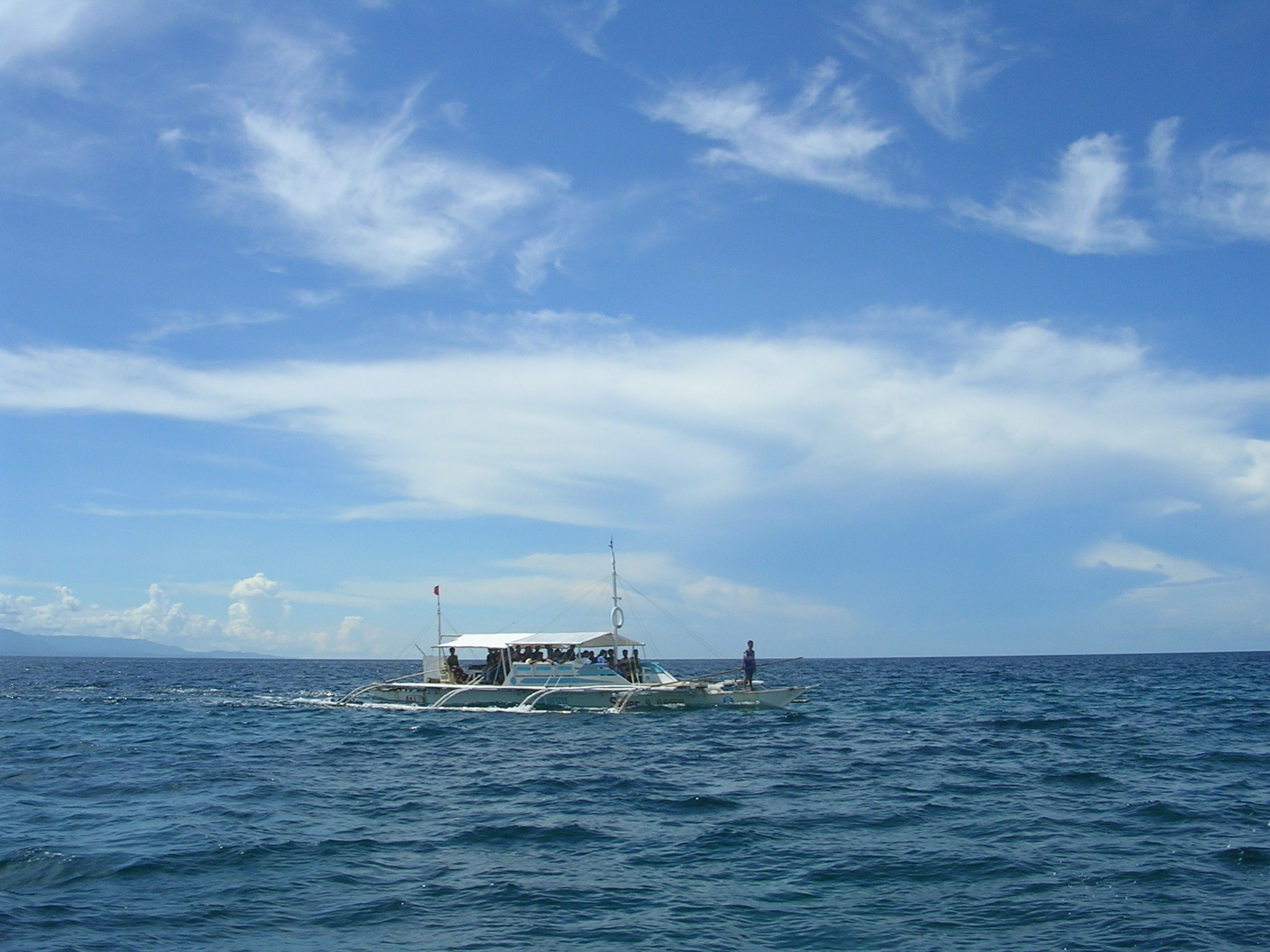
Camotes hav i närheten av Olango.

Camotes hav är ett litet hav mellan regionerna Östra Visayas och Centrala Visayas i Filippinerna. Det avgränsas av öarna Leyte i norr och öster, Bohol i söder och Cebu i väster. Havet är förbundet med Visayahavet i nordväst och Boholhavet i söder via Canigaokanalen och Cebusundet. 
Större öar i Camotes hav är Camotesöarna och Mactan. Större städer vid dess stränder är Ormoc City, Baybay och Cebu City.